# Courchapoix
Courchapoix ist eine politische Gemeinde im Distrikt Delémont des Kantons Jura in der Schweiz. Der frühere deutsche Name Gebsdorf wird heute nicht mehr verwendet.

## Geographie

Historisches Luftbild von Werner Friedli (1910–1996) von September 1955

Courchapoix liegt auf 496 m ü. M., 9 km östlich des Kantonshauptorts Delémont (Luftlinie). Das Dorf erstreckt sich entlang dem Scheltenbach (französisch La Scheulte) in der weiten Mulde des Val Terbi, dem östlichsten Teil des Delsberger Beckens.
Die Fläche des 6,4 km² grossen Gemeindegebiets umfasst einen Abschnitt im Osten der landwirtschaftlich intensiv genutzten Senke des Delsberger Beckens. Auf dem Gemeindegebiet mündet der Bach Ruisseau de Montsevelier in den Scheltenbach, der durch eine breite Talniederung nach Westen zur Birs fliesst. Im Norden reicht die Gemeindefläche über die Kuppe von Le Bambois bis auf den Jurakamm der Fringelikette. Die höchste Erhebung von Courchapoix befindet sich mit 940 m ü. M. auf dieser dicht bewaldeten Krete. Nach Süden erstreckt sich das Gemeindegebiet bis auf die Höhe von Plain Fayen (759 m ü. M.), die eine Randfalte der Mont-Raimeux-Kette bildet. In dieser Falte hat die Gabiare durch Erosion eine typische Juraklus, die Tiergartenschlucht, geschaffen. Der östliche Talhang dieser Schlucht gehört ebenfalls zu Courchapoix. Von der Gemeindefläche entfielen 1997 3 % auf Siedlungen, 45 % auf Wald und Gehölze und 52 % auf Landwirtschaft.
Zu Courchapoix gehören mehrere Einzelhöfe. Nachbargemeinden von Courchapoix sind Val Terbi im Kanton Jura sowie Bärschwil im Kanton Solothurn.

## Bevölkerung
Mit 445 Einwohnern (Stand 31. Dezember 2023) gehört Courchapoix zu den kleineren Gemeinden des Kantons Jura. Von den Bewohnern sind 98,5 % französischsprachig, 1,3 % deutschsprachig und 0,2 % italienischsprachig (Stand 2000). Die Bevölkerungszahl von Courchapoix belief sich 1850 auf 271 Einwohner, 1900 auf 260 Einwohner. Seit Mitte des 20. Jahrhunderts wurde ein deutlich steigender Trend verzeichnet.

## Wirtschaft
Die Landwirtschaft hat in der Gemeinde immer noch einen hohen Stellenwert. Das Dorf hat sich aber in der zweiten Hälfte des 20. Jahrhunderts auch zum Wohndorf entwickelt. Viele Erwerbstätige (ungefähr 55 %) sind deshalb Wegpendler und arbeiten vor allem in der Region Delémont.

## Verkehr
Courchapoix liegt an der Kantonsstrasse von Delémont über den Scheltenpass nach Mümliswil. Es ist durch eine Buslinie, die vom Kantonshauptort nach Montsevelier verkehrt, an den Bahnhof in Delémont angebunden.

## Geschichte
Im Vergleich zu den anderen Gemeinden im Bezirk Delémont erscheint Courchapoix erst relativ spät in den Urkunden. 1453 wird der Ort erstmals als Curchappoix erwähnt. Funde von Gräbern aus dem 10. Jahrhundert weisen aber auf eine deutlich frühere Besiedlung hin. Das Dorf Courchapoix gehörte zur Propstei Moutier-Grandval und behielt auch nach der Reformationszeit den katholischen Glauben bei. Von 1797 bis 1815 gehörte es zu Frankreich und war anfangs Teil des Département Mont-Terrible, ab 1800 mit dem Département Haut-Rhin verbunden. Durch den Entscheid des Wiener Kongresses kam der Ort 1815 an den Kanton Bern zum Amtsbezirk Moutier. Die Bewohner von Courchapoix votierten in den Juraplebisziten stets für die Schaffung des Kantons Jura. Als Grenzgemeinde im Amtsbezirk Moutier entschied sich Courchapoix in der Volksabstimmung vom 7. September 1975 für den Kanton Jura, trat 1976 in den Distrikt Delémont über und kam mit diesem am 1. Januar 1979 an den neu gegründeten Kanton Jura.

## Sehenswürdigkeiten
Am Hang südlich des Ortszentrums steht die Pfarrkirche Saint-Imier, die im 19. Jahrhundert auf den Fundamenten eines früheren romanischen Gotteshauses erbaut wurde. Courchapoix gehörte bis 1781 zur Pfarrei Vicques, danach bildete es eine eigene Pfarrei, bevor es von 1874 bis 1935 in die Abhängigkeit der Pfarrei Corban kam. Das Dorf hat einige schöne alte Bauernhäuser aus dem 18. und 19. Jahrhundert bewahrt.

## Bilder

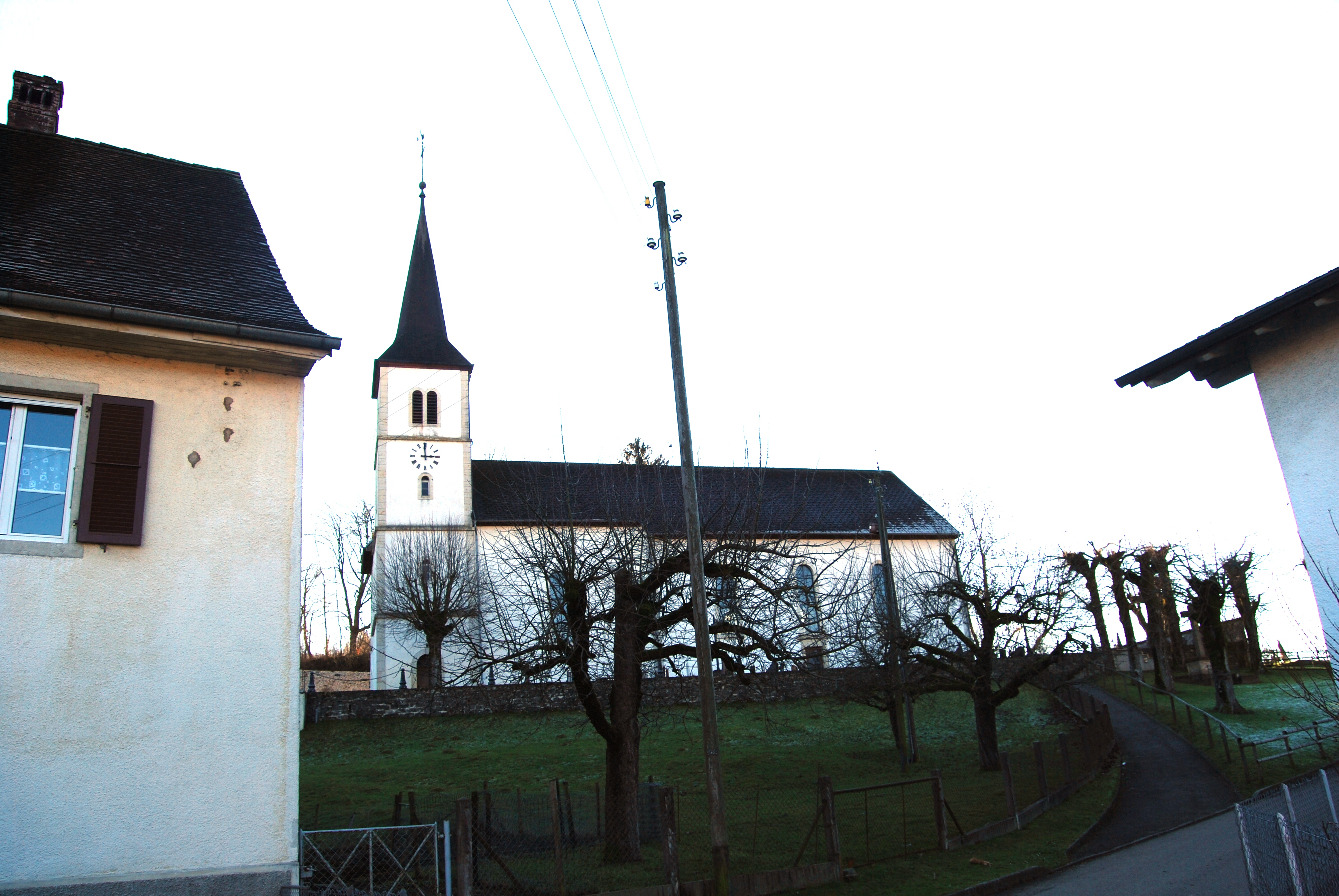
Katholische Kirche Saint-Imier in Courchapoix
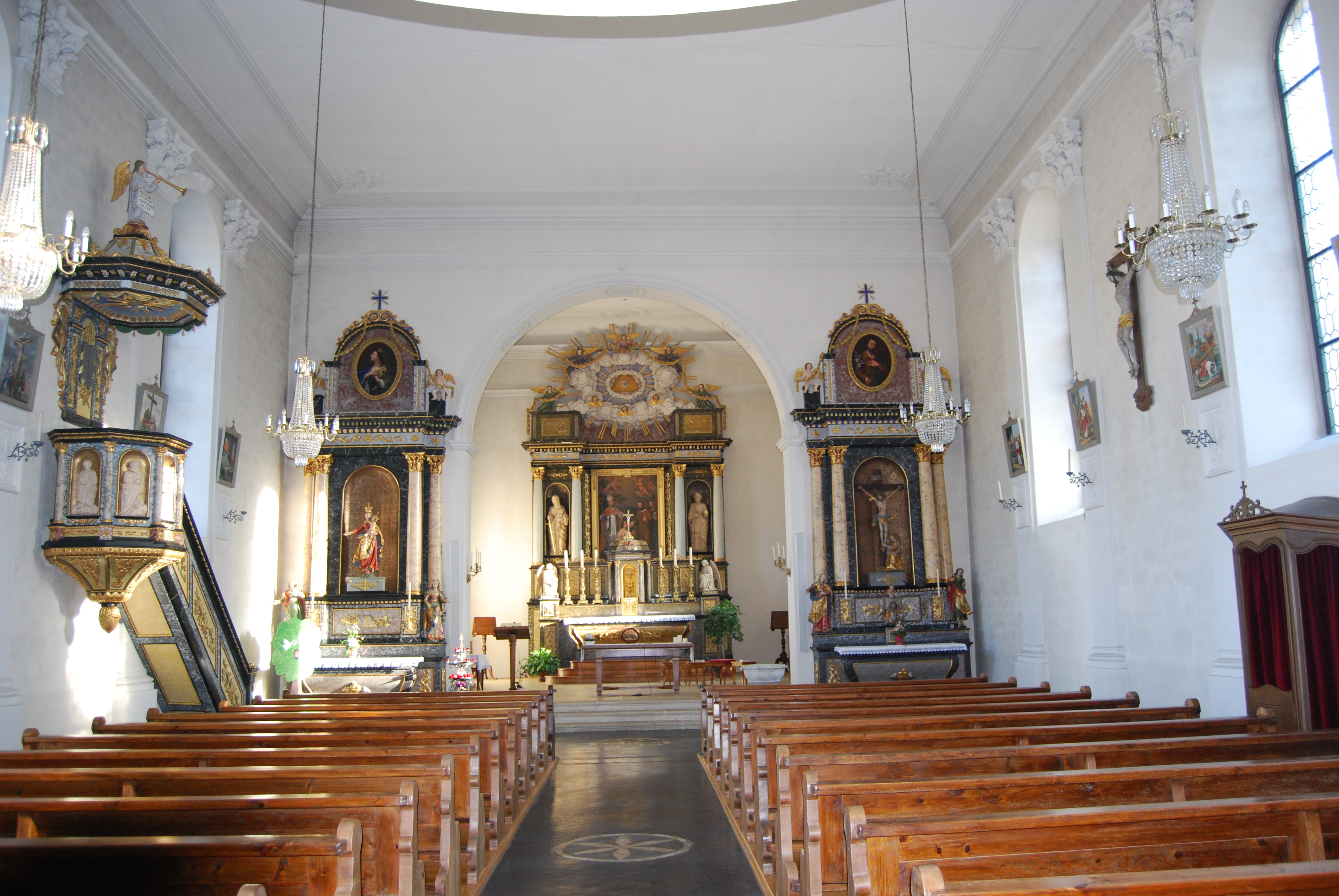
Innenansicht der Kirche
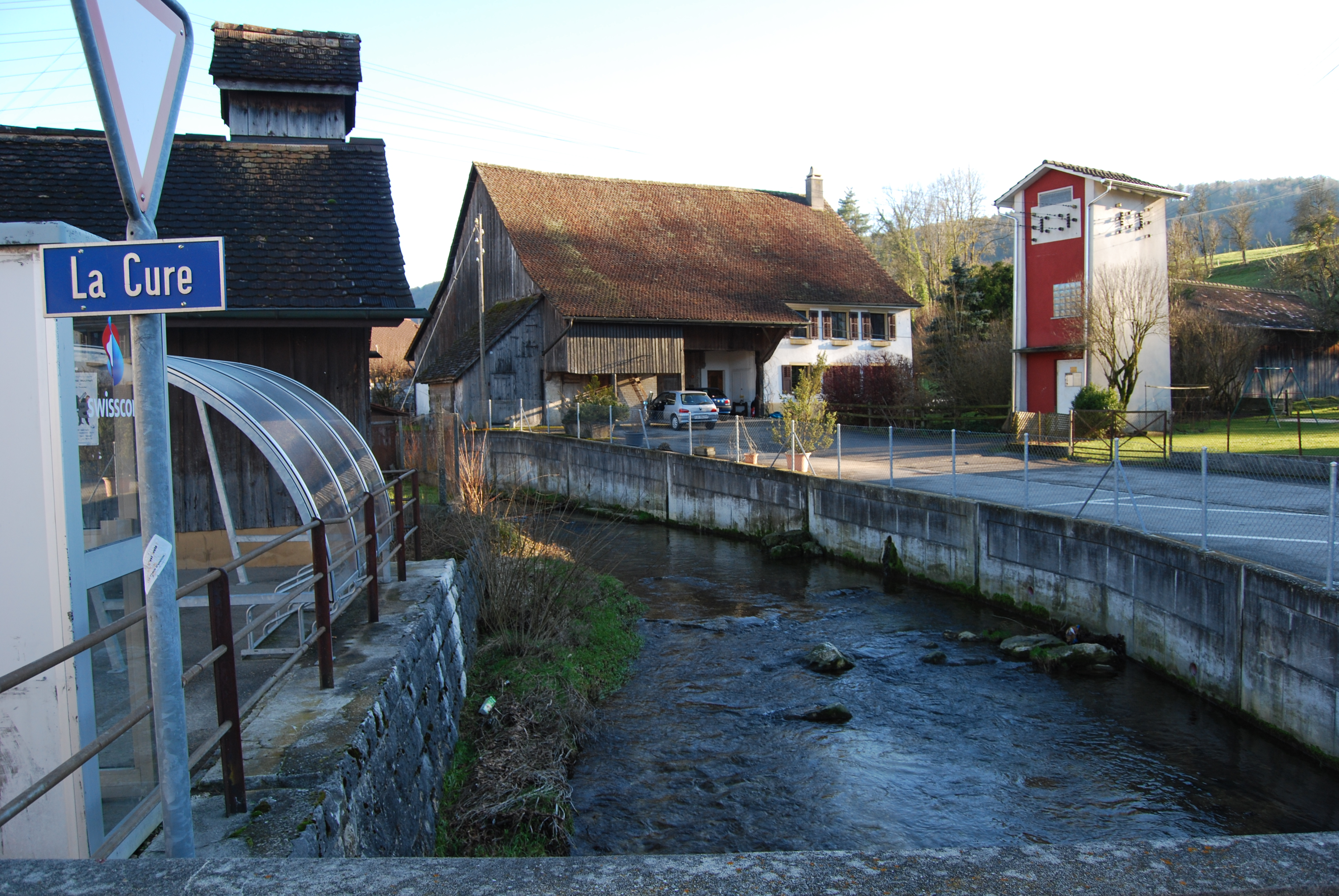
Scheltenbach in Courchapoix
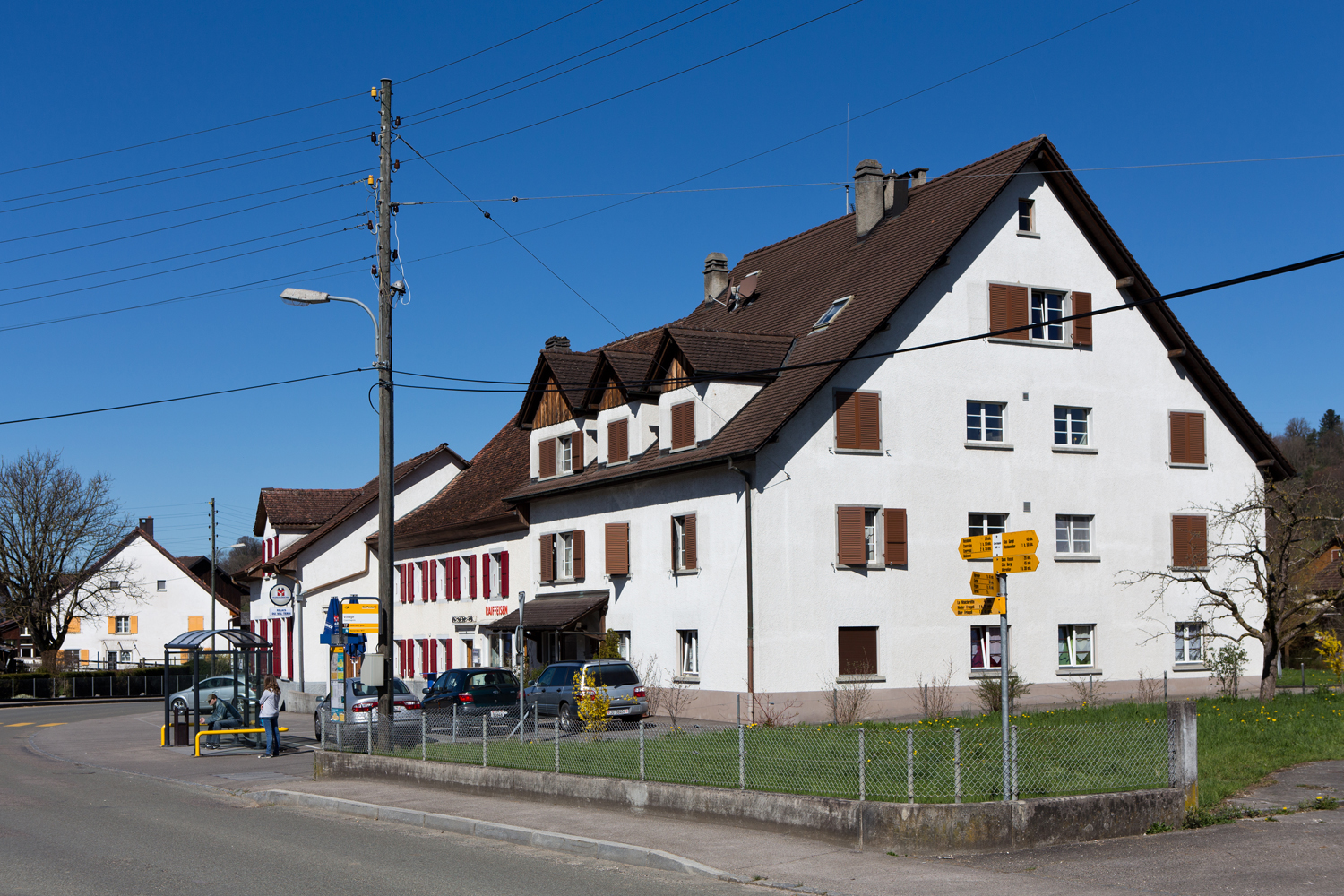
Route Principale
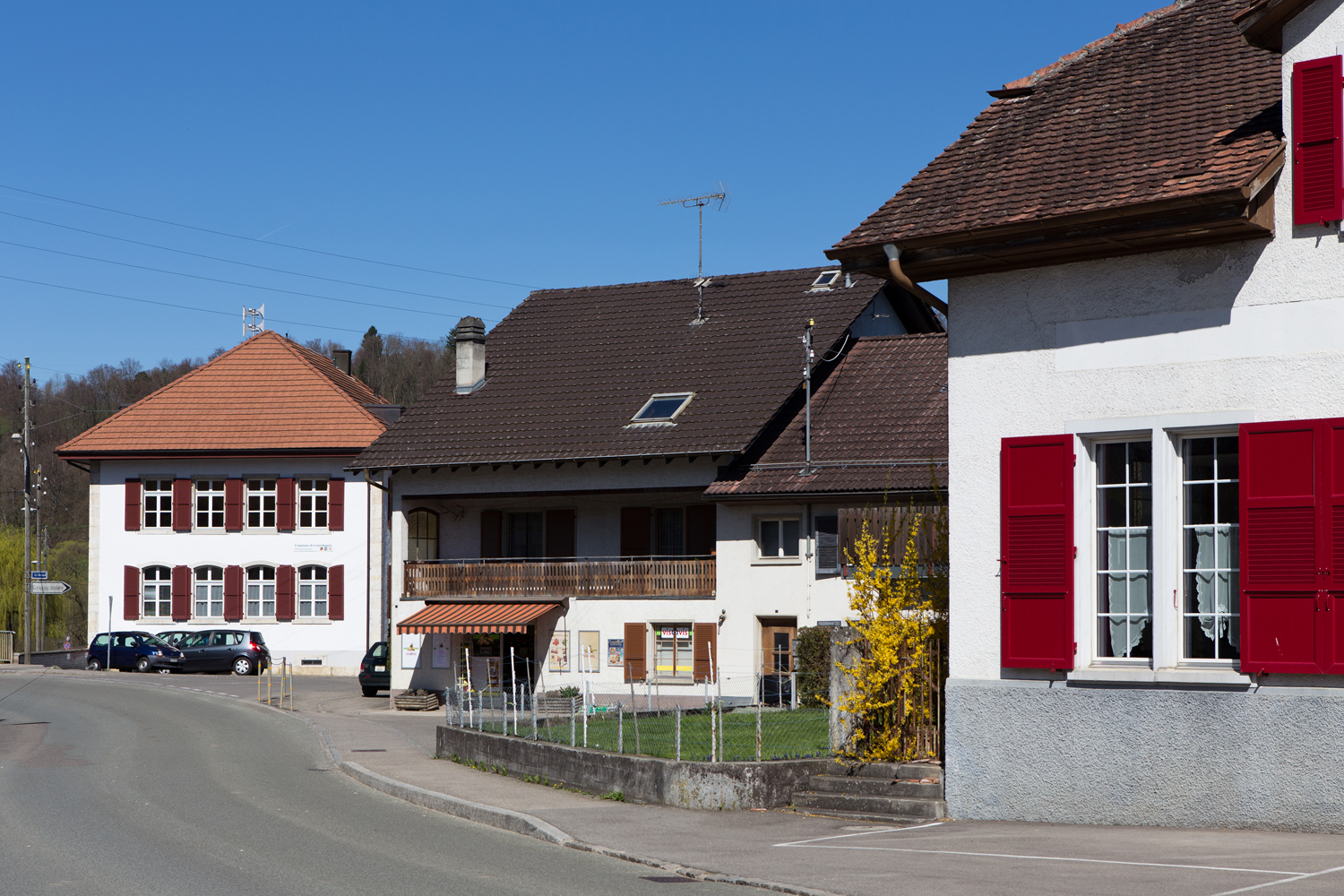
Gemeindehaus und Vis-à-Vis
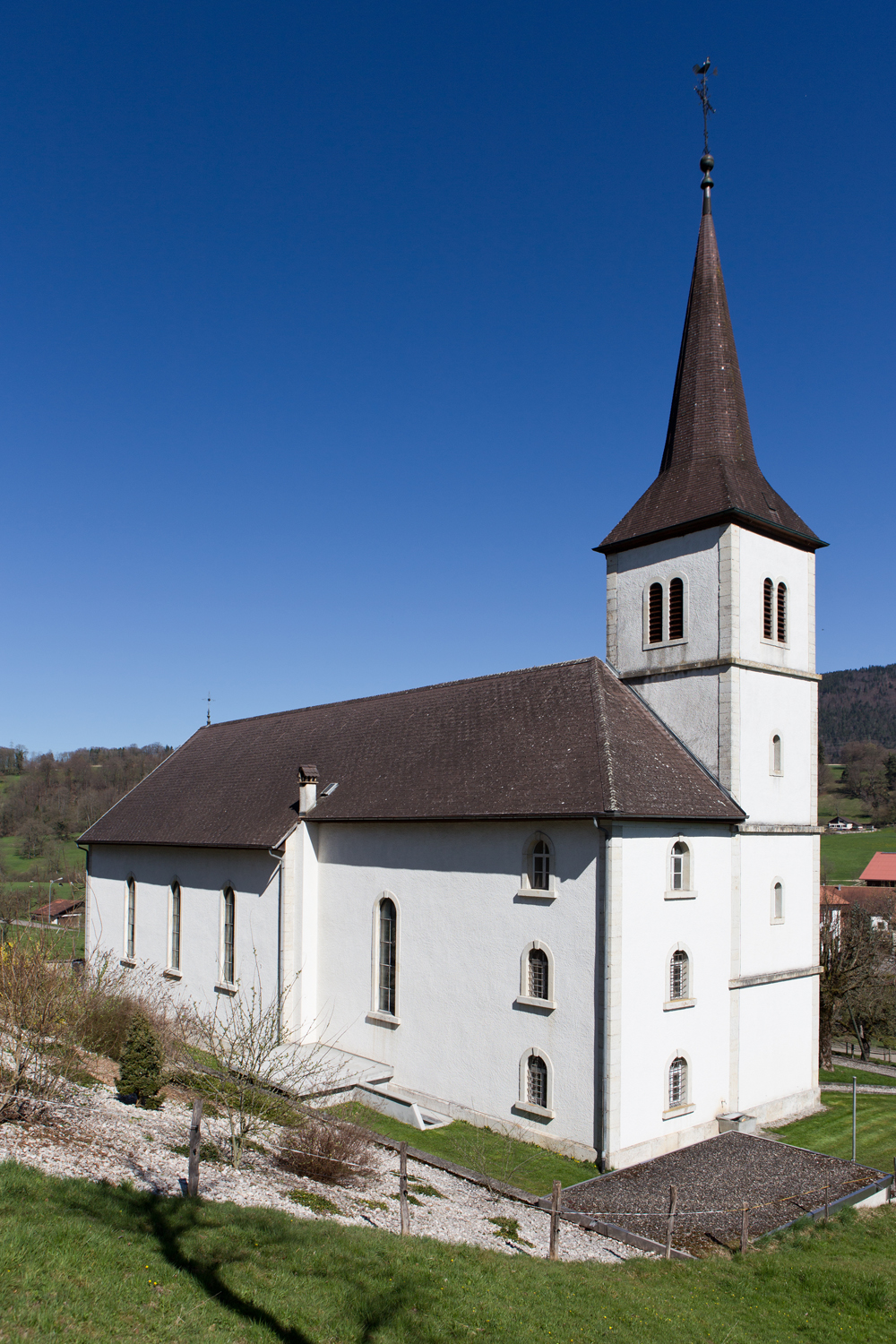
Kirche Saint-Imier
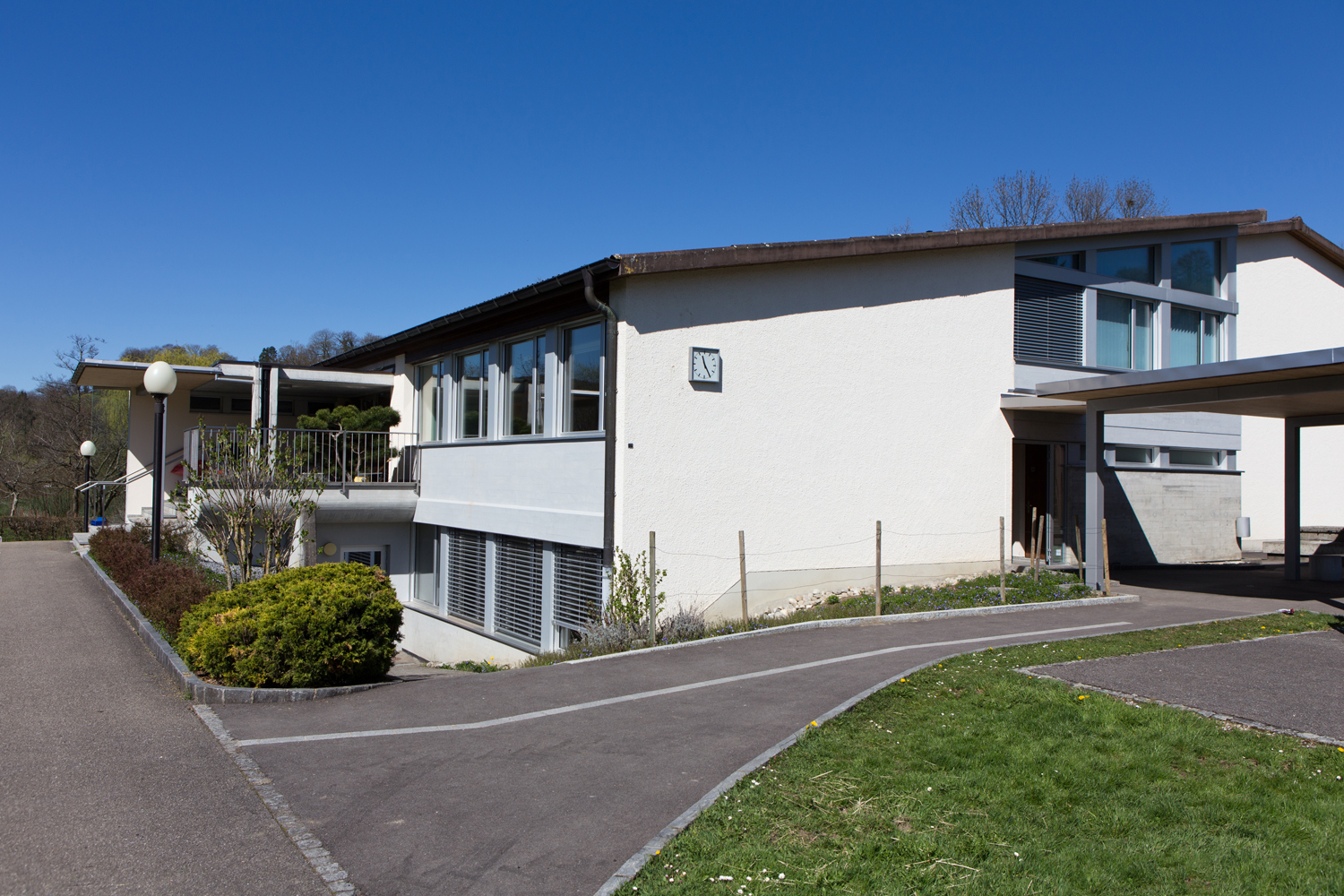
Primarschulhaus